# آلفين ديوك شاندلير
آلفين ديوك شاندلير (بالإنجليزية: Alvin Duke Chandler)‏ هو ضابط أمريكي، ولد في 18 أغسطس 1902 في ريتشموند في الولايات المتحدة، وتوفي في 26 مايو 1987 في Sentara Health ‏.